# Kvarnerska vrata
Kvarnerska vrata (hrvaško Kvarnerićka vrata) so območje v Jadranskem morju, ki povezuje Mali Kvarner z odprtim morjem. Ležijo med otoki Ilovik na severu, Silbo na vzhodu in Premudo na jugu. Dolga so okoli 10 km, široka 4 km globoka od 45 do 104 m. Od vetrov je tu pogosta burja, ki je najmočnejša v zimskih mesecih, spomladi pogosto piha tudi jugo, v poletnih mesecih pa maestral.